# 楯山站
楯山站（日语：／ Tateyama eki */?）位于山形县山形市大字风间，是东日本旅客铁道（JR東日本）管辖的鐵路車站。

## 历史
- 1933年10月17日：投入运营[3]。
- 1985年3月14日：停止办理货运业务，无人化。
- 1987年4月1日：国铁分割民营化后成为JR东日本车站。
- 1999年：站房改建。

## 车站结构
侧式站台2台2线的地面车站。两站台通过站内道口连接。
山形站管理的无人站。设置有自动售票机。

### 站台配置
| 站台 | 路线    | 方向 | 目的地         |
| ---- | ------- | ---- | -------------- |
| 1    | ■仙山线 | 下行 | 山形方向       |
| 2    | ■仙山线 | 上行 | 山寺、仙台方向 |

## 相邻车站
東日本旅客铁道（JR東日本）
□快速（部分列车）、■普通
高濑－楯山－羽前千岁